# Bryum pseudocapillare
Bryum pseudocapillare là một loài Rêu trong họ Bryaceae. Loài này được Besch. mô tả khoa học đầu tiên năm 1876.